# Rick Baker
Richard A. "Rick" Baker, född 8 december 1950 i Binghamton, New York, är en amerikansk makeup-artist som är känd för sina monster-effekter. Han har bland annat skapat "vargkatten" i popstjärnan Michael Jacksons musikvideo till låten Thriller, varulven i En amerikansk varulv i London, apmaskerna i Tim Burtons Apornas planet och mycket mer.
Baker har vunnit 7 Oscar-statyetter för filmerna Wolfman (2010), Grinchen - Julen är stulen (2000), Men in Black (1997), Den galna professorn (1996), Ed Wood (1994), Bigfoot och Hendersons (1987) och En amerikansk varulv i London (1981). Han har även nominerats till Oscars för Norbit (2007), Life (2000), Joe - jättegorillan (1998), En prins i New York (1988) och Greystoke: Legenden om Tarzan, apornas konung (1984).

## Filmografi (urval)
- 1977 – Stjärnornas krig
- 1981 – En amerikansk varulv i London
- 1984 – Greystoke: Legenden om Tarzan, apornas konung
- 1987 – Bigfoot och Hendersons
- 1988 – En prins i New York
- 1994 – Ed Wood
- 1996 – Den galna professorn
- 1997 – Men in Black
- 1998 – Joe - jättegorillan
- 1999 – Life
- 2000 – Grinchen - Julen är stulen
- 2001 – Apornas planet
- 2007 – Norbit
- 2010 – Wolfman
- 2014 – Maleficent